# Програма дослідження Марса

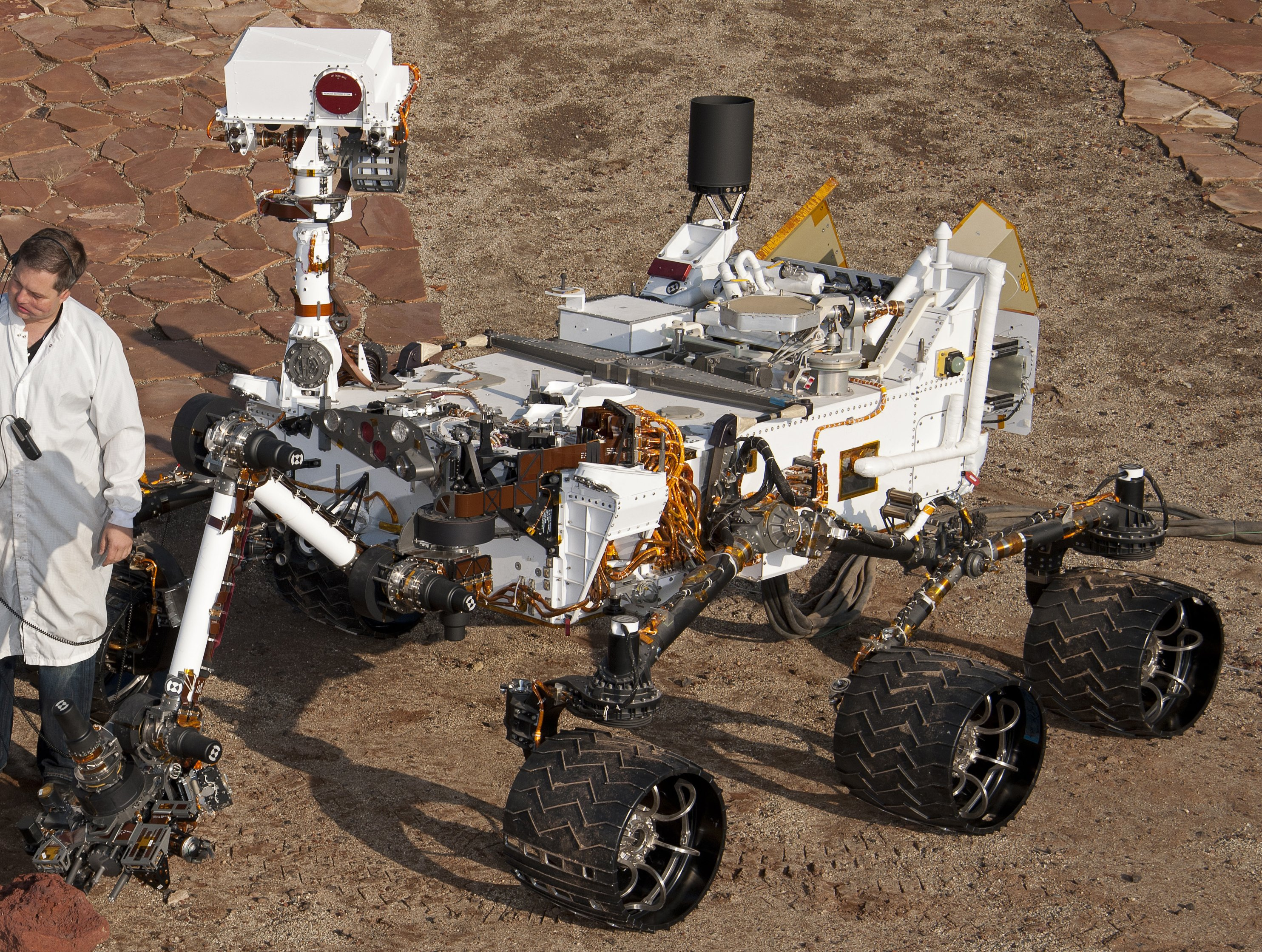
Повномасштабна модель марсохода «К'юріосіті»

Програма дослідження Марса — довготривала програма дослідження Марса, розпочата агенцією НАСА у 1993 році. Програма використовує орбітальні космічні апарати, спускні апарати та марсоходи для дослідження можливого життя на Марсі, а також його клімату й природних ресурсів. Програма керується Директоратом наукових місій Дагом Маккістіоном (НАСА) з Planetary Science Division. У результаті зменшення бюджету НАСА на 40 % у 2013 фінансовому році була створена Група планування марсіанської програми (Mars Program Planning Group, MPPG) для реформування Програми, вона об'єднала науковців з НАСА, спеціалістів з космічних місій тощо.

## Передумови

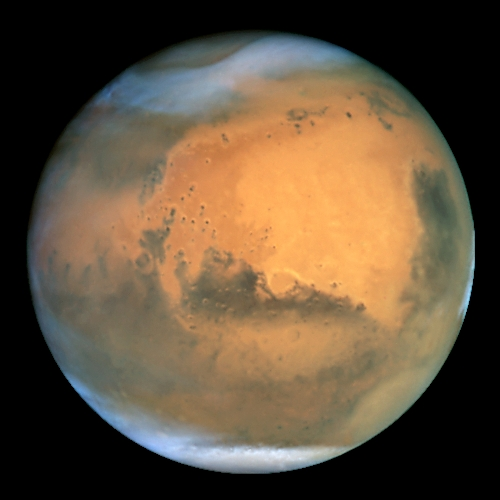
Марс, сфотографований телескопом «Габбл»

Марс спостерігали стародавні вавилоняни, єгиптяни, греки та інші народи, проте детальні досліджування не здійснювалися аж до винаходу телескопа у XVII столітті.
Перша спроба відправлення зонда на поверхню Марса була здійснена СРСР у 1960 році за допомогою першого покоління міжпланетних апаратів — 1М. Зонд не досяг орбіти Землі через аварію, місія провалилась.
Аварії були поширені під час виконання цілей багатьох місій на Марсі. Близько 2/3 місій зазнають невдачі ще до початку досліджень. Програма дослідження Марса була офіційно створена в результаті невдалого запуску апарата Mars Observer у вересні 1992 року. Це була перша місія НАСА після запусків проєктів «Вікінг-1» і «Вікінг-2» у 1975 році. Космічний апарат базувався на модифікованому земному орбітальному комерційному супутнику зв'язку, апарат на борту мав наукові інструменти для дослідження геології, геофізики та клімату Марса з орбіти. Місія була завершена у серпні 1993 року, коли за три дні до виходу на орбіту з апаратом був втрачений зв'язок.

## Цілі та стратегія
Відповідно до НАСА, існують чотири взаємопов'язані цілі, усі вони пов'язані з пошуками потенційного життя на Марсі.

### Ціль 1: визначити, чи було колись на Марсі життя

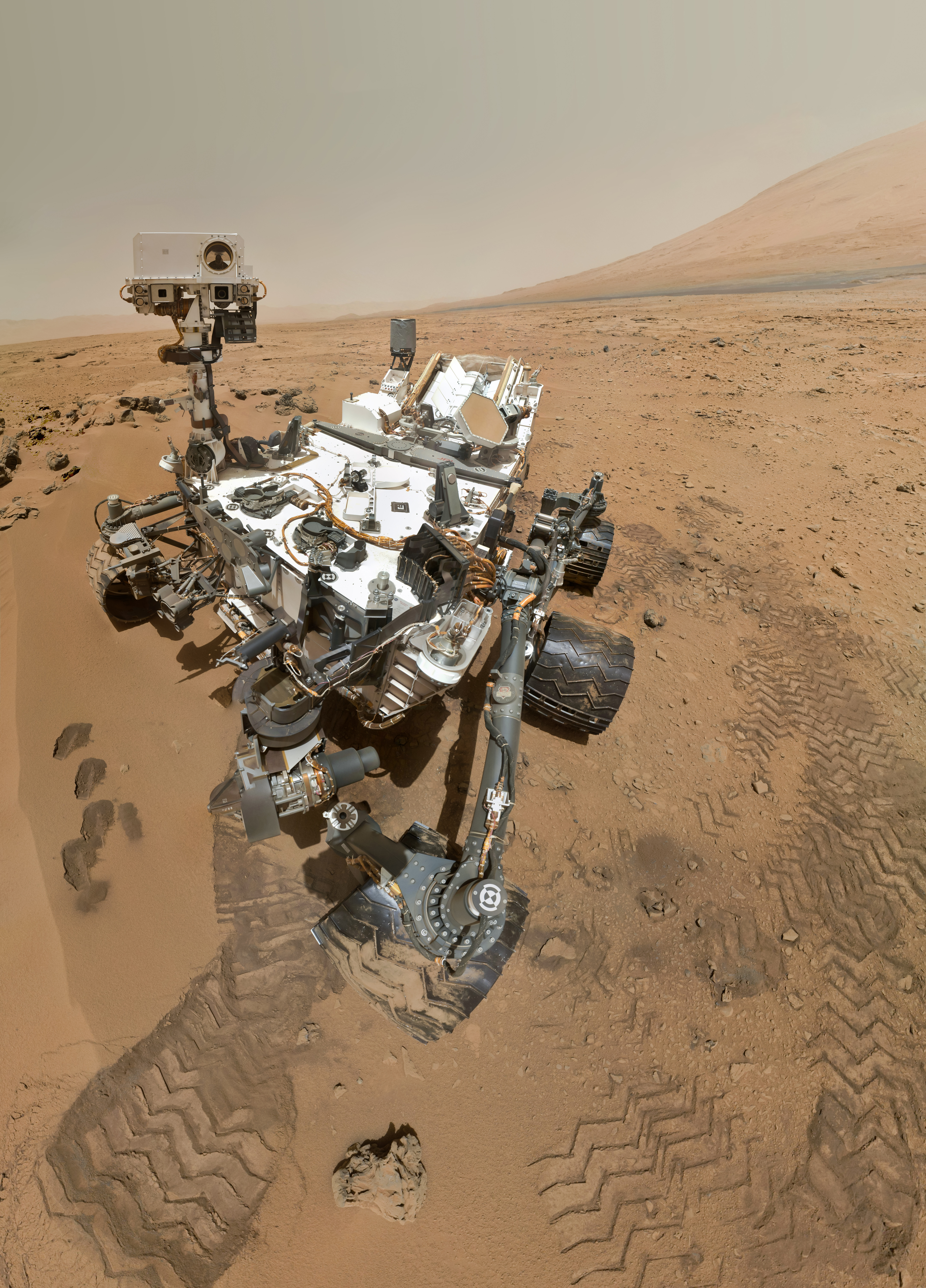
Місія «Марсіанська наукова лабораторія» (автопортрет «К'юріосіті» на Марсі, 31 жовтня 2012 року)

Для того, щоб зрозуміти потенціал населеності Марса живими організмами, потрібно визначитись, чи було колись життя на Марсі. Для цього необхідно оцінити життєпридатність планети. Головна стратегія відповідно до програми — названа «Слідувати за водою», головна ідея якої — де існувало життя, там була і вода. Імовірно, якщо життя колись виникло на Марсі, йому була необхідна вода, присутня протягом значного періоду часу. Проміжна ціль програми — дослідити місця, де була, є або могла бути вода, як-от висохлі русла під поверхнею Марса і в полярних льодових шапках.
Окрім води, життя також потребує джерел енергії для виживання. Велика кількість супероксидів, швидше за все, робить неможливим існування життя на Марсі, у цьому випадку сонячне світло не може виступати як джерело енергії для форм життя на Марсі. Тому, необхідно знайти альтернативні джерела енергії, наприклад, геотермальна і хімічна енергія. Ці джерела використовуються живими організмами на Землі і можуть бути використані мікроскопічними формами життя, що живуть під поверхнею Марса.
Життя на Марсі може бути віднайдене у формі сигнатур минулого та існуючого життя або біосигнатур. Відносний вміст вуглецю, його розташування та форми, у яких його можна знайти, можуть повідомити, де і як може розвинутися життя. Також, присутність карбонатних мінералів і той факт, що атмосфера Марса складається переважно з діоксиду вуглецю, може свідчити, що вода існувала на планеті досить довго, що уможливило появу життя.

### Ціль 2: охарактеризувати клімат Марса
Інша мета програми — характеризувати клімат Марса у минулому і теперішньому, а також фактори, які на нього вплинули. На 2017 рік відомо, що клімат Марса регулюється сезонними змінами полярних шапок Марса, рухами пилу в атмосфері та рухами водяної пари між атмосферою і поверхнею. Розуміння цих кліматичних явищ допоможе науковцям краще і точніше відтворити кліматичне минуле Марса, що дозволить краще зрозуміти динаміку змін на Марсі.

### Ціль 3: охарактеризувати геологію Марса
Геологія Марса відрізняється від геології Землі: надзвичайно великими вулканами і відсутністю руху кори. Метою програми дослідження Марса є розуміння відмінностей порівняно з Землею вітру, води, вулканів, тектоніки, кратерів та інших процесів, що сформували поверхню Марса. Скелі можуть допомогти вченим описати послідовність подій в історії Марса, розповісти, чи була велика кількість води на планеті, ідентифікуючи мінерали, які утворюються тільки в воді, і можуть надати інформацію щодо існування магнітного поля Марса (що вказувало б на те, що Марс був колись динамічною земною планетою).

### Ціль 4: підготуватись до дослідження Марса людиною
Місія до Марса — це величезний технічний виклик. Поверхня Марса містить супероксиди, у неї відсутня магнітосфера і озоновий прошарок для захисту від сонячної радіації, тому науковцям потрібно зрозуміти динаміку процесів, що відбуваються на Марсі до того, як відправляти пілотовану місію на червону планету. Для досягнення цієї мети у межах місії Mars 2020 Rover буде запущений перший гелікоптер, що буде літати над поверхнею Червоної планети. Це дасть можливість продемонструвати життєздатність та потенціал літальних апаратів, а також допоможе при роботі марсоходів. Апарат буде безпілотний зі встановленою автономною системою, котра зможе отримувати та інтерпретувати команди з Землі.

## Проблеми
Історично склалось, що місії НАСА до Марса часто були невдалими, що можна пояснити складними технічними викликами, а також невдачами. Багато цілей програми, включаючи входження в атмосферу, спуск і приземлення космічних апаратів на поверхню Марса, залежать від таких чинників, як атмосфера планети, характер поверхні і висока вартість відтворення схожих на Марс середовищ для тестування.

### Атмосфера

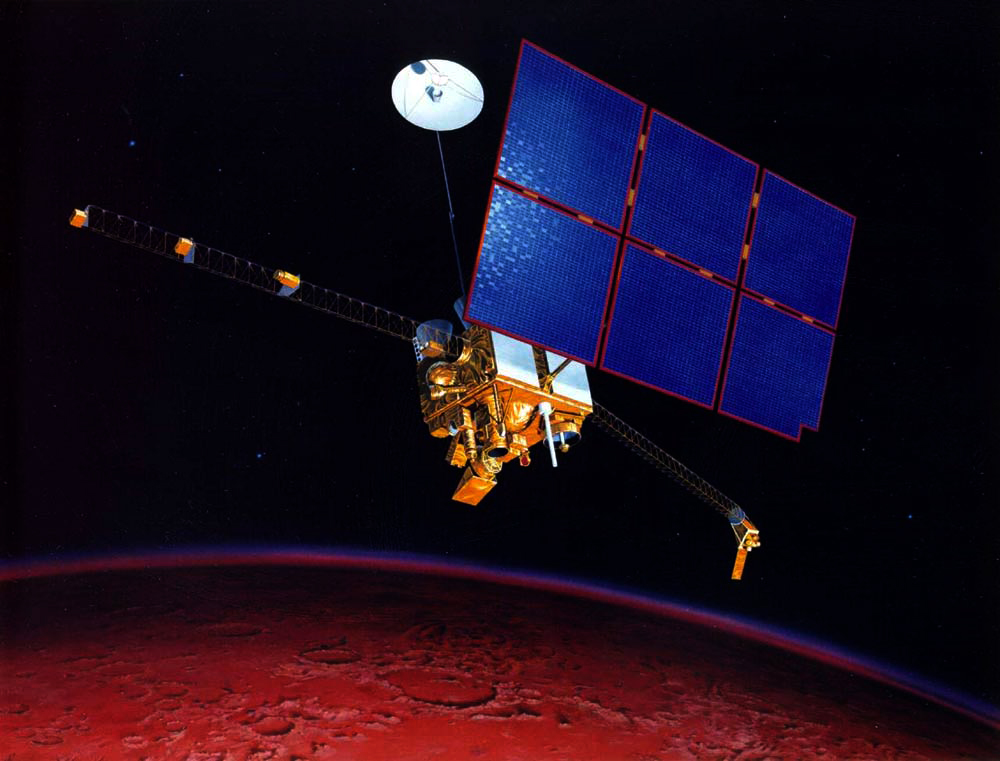
Супутник Mars Observer в уяві художника

Якщо порівнювати із Землею, атмосфера Марса в 100 разів тонша. Тому, уповільнення апарата відбувається на значно нижчій висоті і залежить від маси апарата. Апарат може не встигнути уповільнитись до необхідної швидкості для безпечної посадки. Щоб застосувати супер- або субзвукові системи, швидкість повинна бути нижче за порогове значення, бо вони будуть не ефективні. Тому, технології повинні бути розроблені таким чином, щоб приземлення забезпечувало необхідний час для виконання всіх необхідних процесів спуску перед приземленням.
Атмосфера Марса значно змінюється впродовж марсіанського року, що заважає інженерам розробляти універсальну систему посадки апаратів. Часті пилові урагани збільшують більш низьку температуру атмосфери і зменшують її щільність, що в сукупності зі змінними висотами на поверхні Марса змушує робити більш консервативний вибір місця посадки, щоб забезпечити достатнє гальмування космічного апарата.

### Топографія

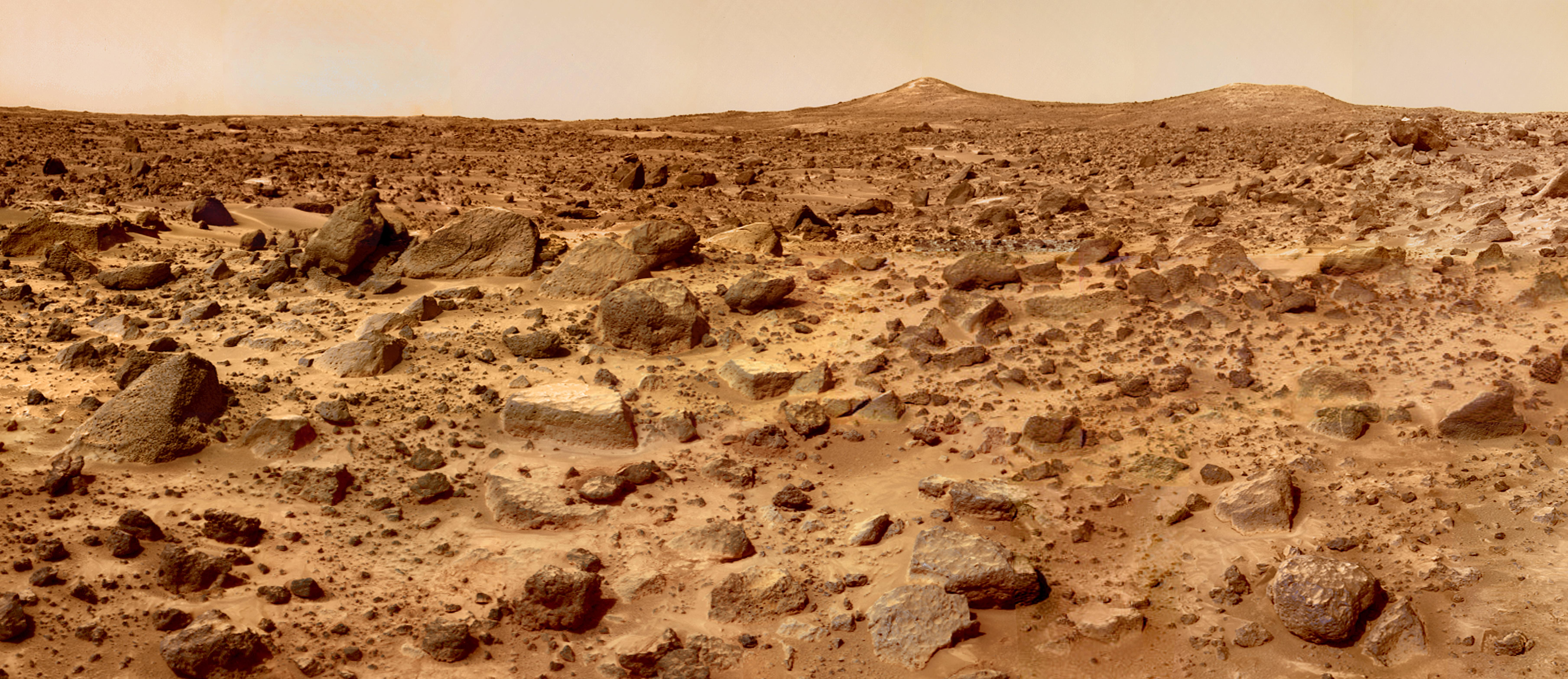
Кам'яна поверхня Марса, світлина зроблена посадковим модулем Mars Pathfinder.

Поверхня Марса нерівномірна, має скелі, гори і кратери. Для посадки космічного апарата, місце посадки має бути рівним і не мати каміння. Знайти таке місце на Марсі майже неможливо, шасі апарата повинні бути досить міцними, щоб апарат не перевернувся під час посадки. До того ж система посадки апарата повинна мати двигуни, які направлені вниз, вони повинні працювати дуже короткий проміжок часу, щоб не виривати траншеї, які викликають дестабілізуючу силу на посадковій платформі.
Знайти придатний для приземлення посадковий майданчик — це можливість оцінити розмір гірських порід з орбіти. Технологія точного визначення розміру породи діаметром до 0,5 метра з орбіти ще не винайдена, тому визначення розміру гірських порід визначається з їх відношення до теплової інерції, виходячи з теплової реакції місця посадки, виміряної супутниками, які зараз знаходяться на орбіті Марса. Апарат Mars Reconnaissance Orbiter також допомагає цьому, бо його камери можуть побачити скелі діаметром більше 0,5 м.
Поряд із перегортанням посадкового апарата на схилах, великі топографічні об'єкти, як-от пагорби, мези, кратери і траншеї, створюють проблему перешкод наземним датчикам. Радар і Доплерівський радар можуть помилково виміряти висоту під час спуску, а алгоритми, які орієнтовані на точку приземлення посадкового засобу, можуть бути «ошукані», щоб вивільнити посадковий апарат занадто рано або занадто пізно, якщо апарат перетне мези або траншеї під час спуску.

### Вартість відтворення схожих на Марс середовищ для тестування
Посадка на Марс триває 5—8 хвилин, пов'язані з нею системи, повинні бути надійними. Найкраще було б, коли це буде підтверджено великомасштабними випробуваннями. Однак витрати на відтворення середовища, у якому ці дані були б релевантні з точки зору довкілля Марса значно високі, що призвело б до того, що тестування було б суто наземне або імітувало результати випробувань з використанням технологій, отриманих у минулих місіях.

## Кошторис програми
Місії з дослідження Марса, як і більшість місій до Марса, можуть бути доволі вартісні. Наприклад, марсохід «К'юріосіті» (приземлення на Марс у серпні 2012) коштував 2,5 млрд дол. НАСА також співпрацює з ЄКА для запуску місії з повернення зразків з Марса на Землю, що коштуватиме більш ніж 5 млрд дол. впродовж 10 років.

### Зменшення фінансування програми
У лютому 2012 року НАСА зіткнулась з урізанням бюджетних коштів на багато програм, було урізано $300 млн відділення Planetary Science division на 2013 фінансовий рік. У відповідь на це, Комітет США з асигнувань кілька місяців по тому повернув у бюджет Planetary Science 150 млн дол. Була лише одна умова — гроші повинні бути скеровані на місію з повернення зразків з Марса на Землю.

## Майбутні плани
Через невеликий бюджет для програми дослідження Марса був скасований запуск місії Mars Science Orbiter у 2016 році для вивчення клімату планети. НАСА не має жодних місій для цієї програми, план, який розробляється, охопить наступні кілька десятків років.